# Estom Soubiran
Pour les articles homonymes, voir Estom Soubiran (homonymie).
Estom Soubiran est un lieu-dit des Pyrénées, sur la commune de Cauterets dans le département français des Hautes-Pyrénées.

## Toponymie
Estom provient d'« eth soum » donc etsom, le sommet, en patois, mais déformé progressivement pour faciliter la prononciation. Soubiran signifie « sud, qui est au-dessus, qui est plus haut, plus vers le sud ». 
Donc Estom Soubiran est le sommet au sud.

## Géographie
Le lieu-dit se trouve dans la partie sud-est de la vallée du Lutour dans le Lavedan. Il est situé au nord de la vallée d'Ossoue et à l'ouest de la vallée d'Aspé.
Il comporte notamment :
- un col de montagne pédestre ; le  col d'Estom Soubiran (2 652 m), qui surmonte les lacs d'Estom Soubiran;
- des lacs : le lac Glacé d'Estom Soubiran (2 565 m), le lac des Oulettes d'Estom Soubiran (2 387 m),
- un sommet :  le pic d'Estom Soubiran (2 929 m)
- et le gave d'Estom Soubiran qui s’écoule au milieu des lacs pour rejoindre le gave de Lutour.

## Voies d'accès
Estom Soubiran est accessible par le versant nord depuis l'hôtellerie de la Fruitière par le sentier du lac d'Estom et son refuge, prendre le sentier d'Estom Soubiran en longeant le gave d’Estom Soubiran.
Par le versant est, par la vallée de Cestrède depuis le parking aux granges de Bué, suivre l'itinéraire du lac de Cestrède puis suivre vers le lacot d'Era Oule (2 296 m) et passé par le col de Malh Arrouy (2 745 m).
Par le versant sud, par la vallée d'Ossoue on y accède depuis Gavarnie par une piste qui passe par la cabane de Milhas pour conduire au barrage d'Ossoue (1 834 m) puis par le sentier du lac des Gentianes.

## Protection environnementale
Le site est situé dans le parc national des Pyrénées.